# Lo scandalo dei miliardi
Lo scandalo dei miliardi (Billion Dollar Scandal) è un film del 1933 diretto da Harry Joe Brown.

## Produzione
Il film fu prodotto dalla Paramount Pictures.

## Distribuzione
Distribuito dalla Paramount Pictures, il film uscì nelle sale statunitensi il 7 gennaio 1933. Nel 1958, il film fu trasmesso per la prima volta in televisione negli Stati Uniti.